# Rue Royale (Lille)
Pour les articles homonymes, voir Rue Royale.
La rue Royale est une rue de Lille, dans le Nord, en France.

## Situation et accès
Cette voie du quartier du Vieux-Lille, part de la rue Esquermoise et se poursuit en ligne droite jusqu'à la place Saint-André.

## Origine du nom
La rue est la voie principale du quartier issu de l'agrandissement de la ville peu après sa conquête en 1667 par le roi Louis XIV d'où son nom.
Elle changea plusieurs fois de nom, rue Nationale de 1793 à 1804, rue Impériale de 1804 à la première Restauration de 1814-1815 au cours de laquelle elle retrouve son nom de rue Royale, rue Impériale pendant les Cent-jours, rue Royale depuis la Restauration de 1815.

## Historique
La rue apparait vers 1415 lors du IIIe agrandissement de la ville de Lille avec l'annexion du faubourg de Weppes (paroisse de l'église Sainte-Catherine), elle reprend la partie d'un chemin qui reliait la porte de Weppes à la porte Saint-Pierre,. Cette rue prend à une date inconnue le nom de « rue de la Conception ».
Son tronçon de la Barre à la rue d'Angleterre s'est nommé « rue des Bonnes Filles » sous l'Ancien Régime.
En 1670 lors du VIe agrandissement de la ville de Lille avec l'annexion du faubourg Saint-Pierre et la création d'un nouveau quartier, une nouvelle rue est créée entre la rue Esquermoise (ancienne porte de Weppes) et la porte Saint-André, nouvelle entrée et sortie de ville au nord-ouest, la rue de la Conception est englobée dans cette nouvelle rue Royale,.
Avant le VIIe agrandissement de Lille de 1858, c'était la plus longue rue de la ville.

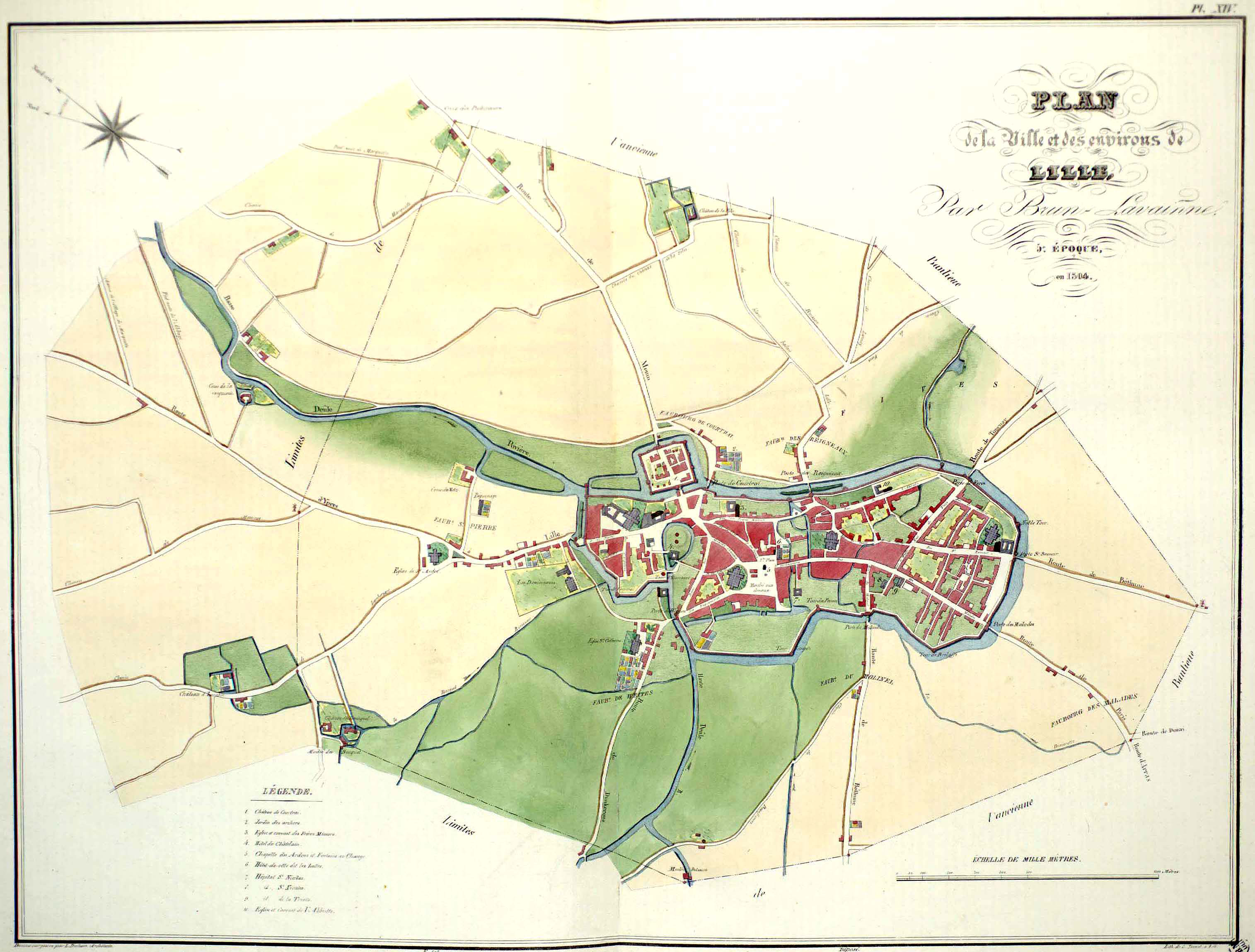
Plan de Lille en 1304 avant la création de la rue,
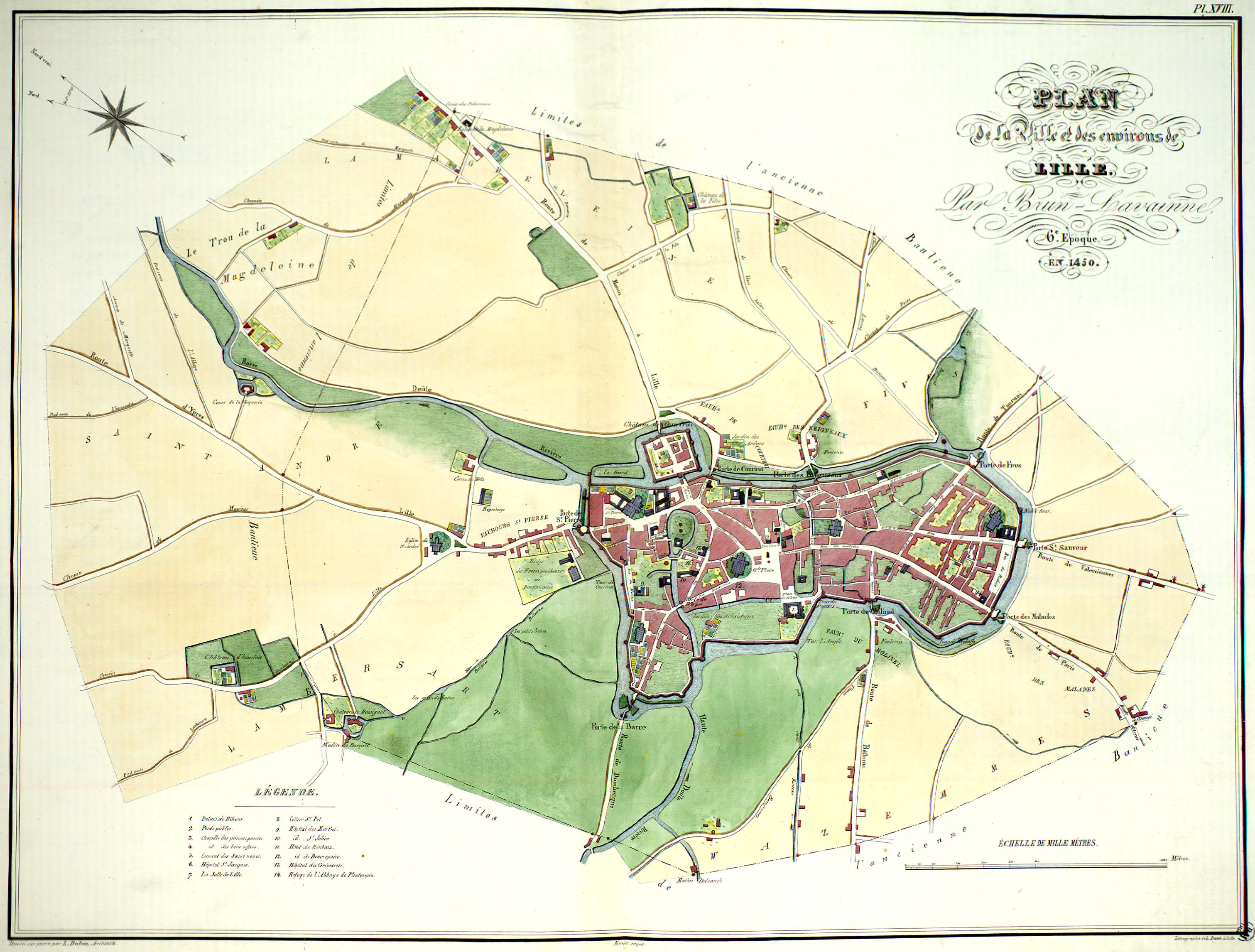
...en 1450 à la suite de l'annexion du faubourg de Weppes (IIIe agrandissement),
...en 1693 à la suite du VIe agrandissement.

## Bâtiments remarquables et lieux de mémoire
La rue comprend plusieurs bâtiments du XVIIe siècle et, surtout, du XVIIIe siècle, dont certains sont protégés au titre des monuments historiques :
- no 1bis : maison[6]
- no 3 : maison[7]
- no 30 : immeuble[8]
- no 68 : hôtel de l'Intendance[9], siège actuel de l’archevêché au côté duquel (au 62) se trouve le lycée Saint-Paul sis dans l'ancien couvent des Sœurs du Sacré-Cœur.
- no 95 : hôtel Van der Cruisse de Waziers[10]
- L'église Saint-André[11]
- no 130 : hôtel de Lamissart[12]
- no 133 : magasins généraux de Lille[13]

Elle comprend également des hôtels particuliers du XIXe siècle, comme l'hôtel Savary, à l'angle de la rue Léonard-Danel, ou l'hôtel d'Hespel, au no 75, ancienne succursale de la Banque de France.

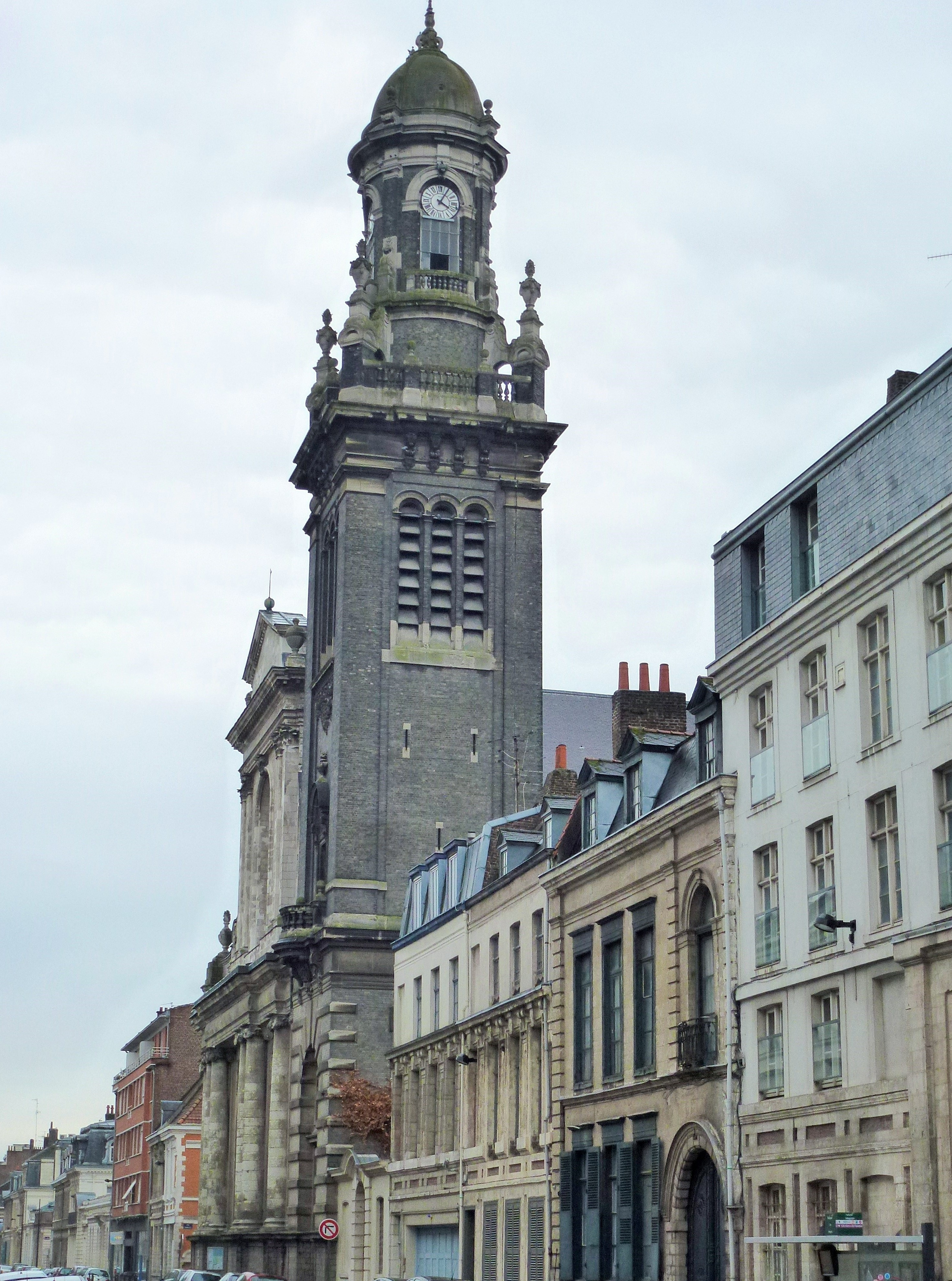
Église Saint-André de Lille

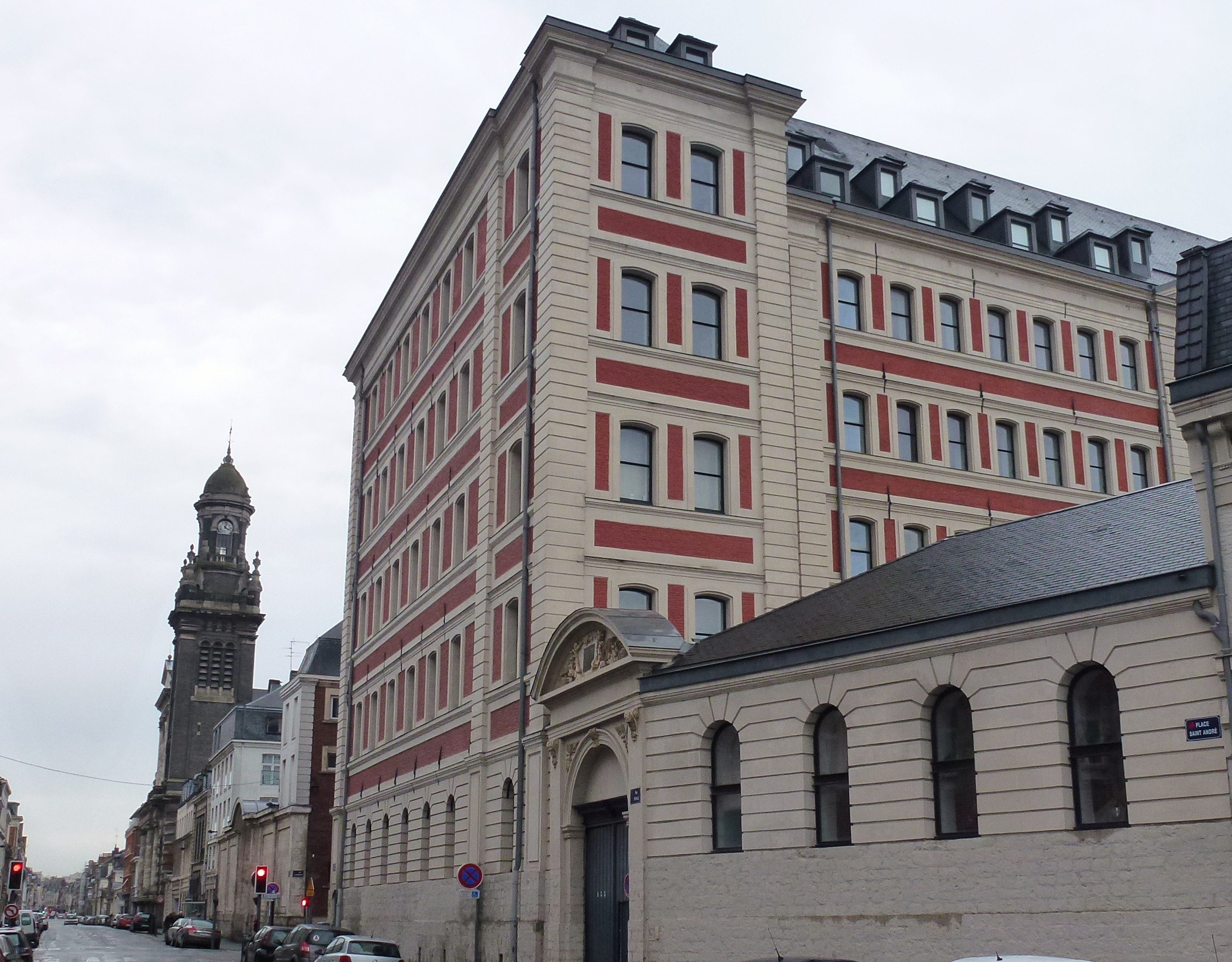
Les magasins généraux de Lille
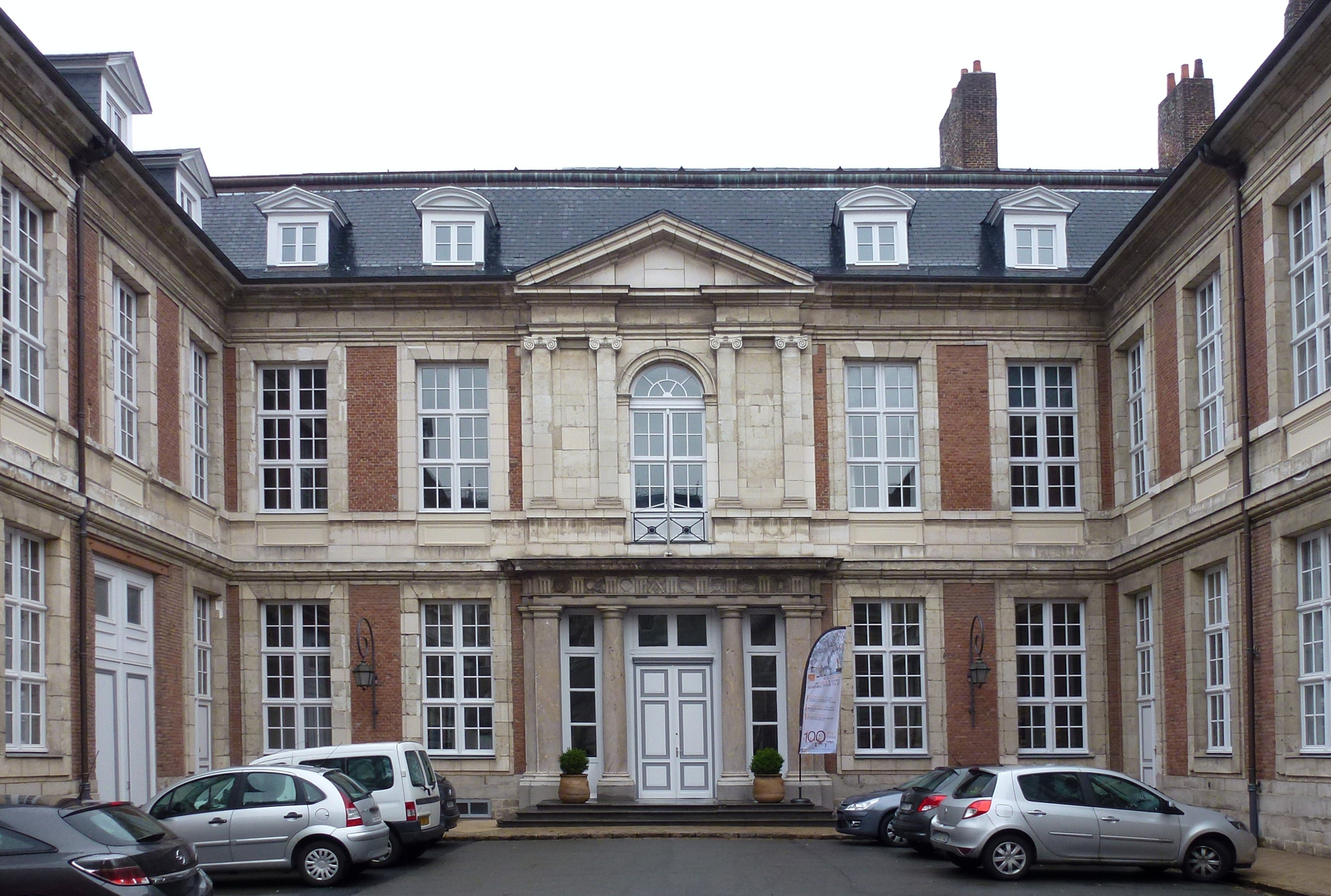
Hôtel de l'Intendance
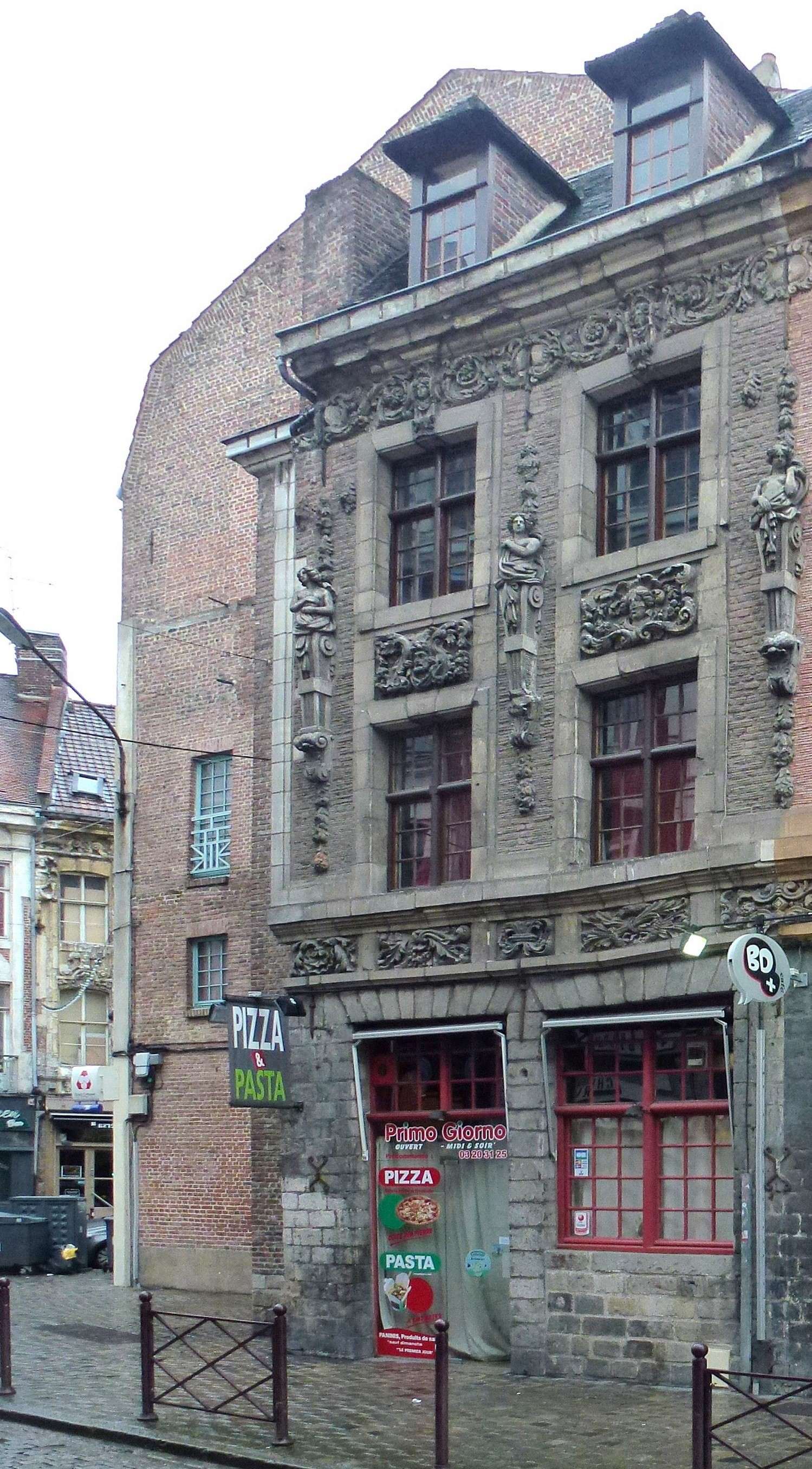
Maison, 1 rue Royale.
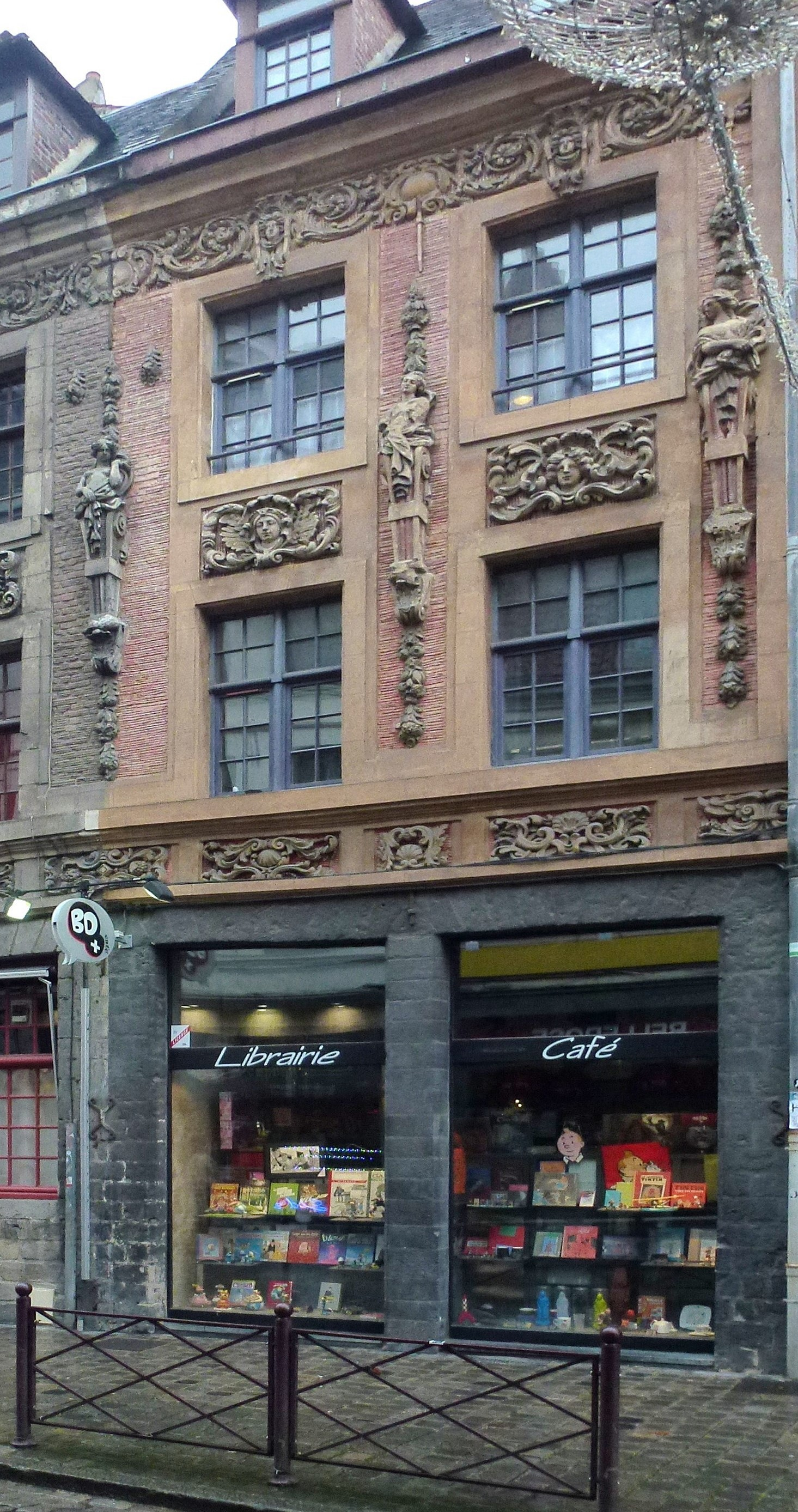
Maison, 3 rue Royale.
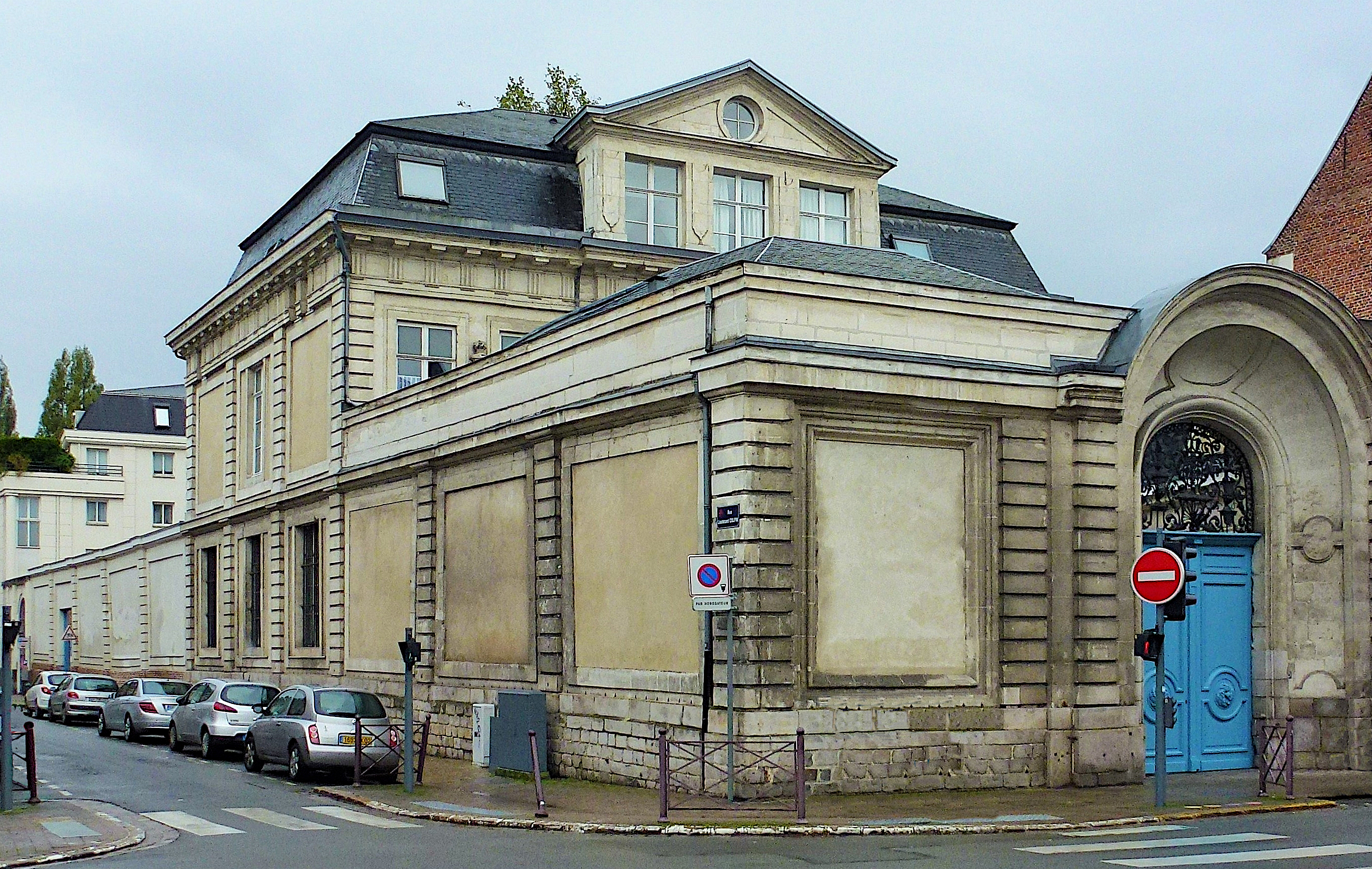
Hôtel Van der Cruisse de Waziers